# Chiesa di San Giuseppe (Rovato)
La chiesa di San Giuseppe è un edificio di culto cattolico situato nell'omonima frazione del comune italiano di Rovato, in provincia e diocesi di Brescia. Sede parrocchiale, fa parte della zona pastorale della Franciacorta, dove è inserita nell'Unità pastorale di Rovato "Madonna di Santo Stefano".

## Storia
La chiesa fu costruita agli inizi del XVII secolo, come attestato da un testamento, redatto nel 1634, di un certo Annibale Barbieri. Essa probabilmente sorse in luogo di una precedente cappella, di dimensioni più ridotte. 
L'edificio fu ristrutturato nel corso del XVIII secolo, e in quel periodo gli interni furono decorati. In particolare, si ritiene che il presbiterio sia stato affrescato da Pietro Scalvini, che in quel periodo era impegnato sulla parrocchiale di Castrezzato.
Agli inizi del XX secolo l'edificio subì nuovamente lavori di ristrutturazione, mentre nel 1956 fu elevato a sede parrocchiale. Tra il 1969 e il 1975, secondo quanto stabilito dal Concilio Vaticano II, nel presbiterio fu aggiunta una mensa eucaristica rivolta verso l'aula, e tra la fine degli anni '90 e l'inizio del XXI secolo l'edificio fu soggetto a lavori di restauro complessivo.

## Descrizione

### Esterno

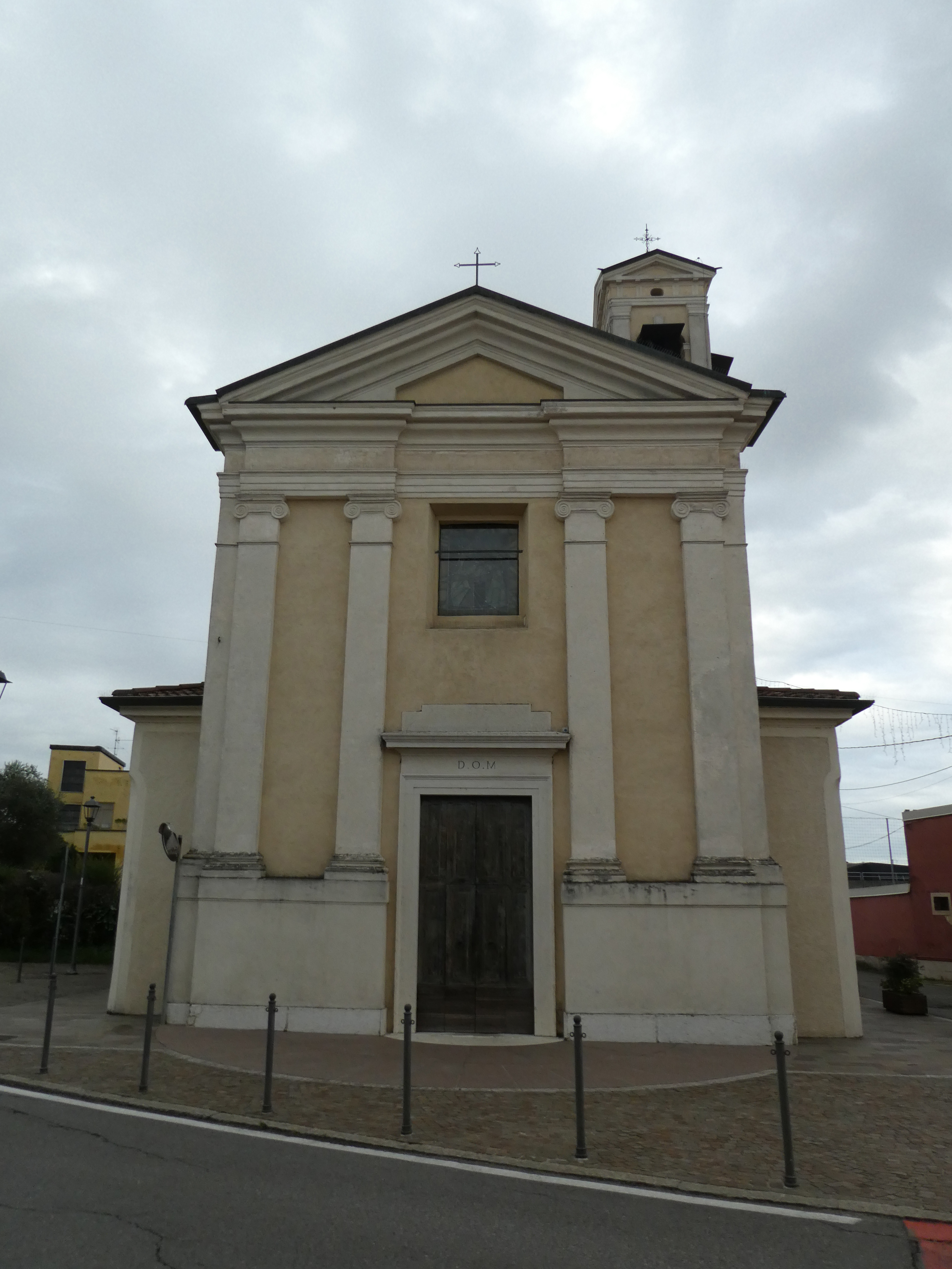
La facciata nel 2023

La chiesa, orientata lungo l'asse est-ovest, presenta un corpo centrale rettangolare, affiancato da cappelle e concluso, sul lato orientale, dal presbiterio, anch'esso rettangolare. 
La facciata, anticipata da un sagrato irregolare, si presenta a registro unico, scandito da quattro lesene ioniche, impostate su un basamento marmoreo, le quali racchiudono, al centro, il portale di ingresso, decorato da cornice sormontata da un architrave aggettante, e un finestrone quadrangolare. Sulle lesene è impostata una trabeazione ad andamento spezzato sormontata da un frontone triangolare aggettante, coronato da una croce metallica.
Sul lato meridionale, addossato all'aula, si erge il campanile a base quadrata, mentre sul lato opposto si trova un portico, sulla cui parete si trova una targa commemorativa dedicata ai caduti durante la Prima e la Seconda guerra mondiale.

### Interno
L'interno si presenta ad aula unica, scandita in tre campate da lesene composite sulle quali è impostato un cornicione aggettante, che segna il punto di innesto delle volte. Ai lati dell'ingresso si trovano due cappelle contenenti altrettanti altari, dedicati alla Madonna del Rosario e al Sacro Cuore di Gesù. Esse furono realizzate nei primi anni '20 del XX secolo e furono inaugurate il 27 agosto 1923.
Il presbiterio, leggermente rialzato rispetto al piano dell'aula, è diviso dalla navata dall'arco trionfale, a tutto sesto, ed è affiancato da aperture, nelle quali si trova il coro. L'insieme è concluso da un fondale absidale piano, sul quale è ancorata la soasa dell'altare maggiore, contenente una scultura raffigurante San Giuseppe.